# 薄膜光学

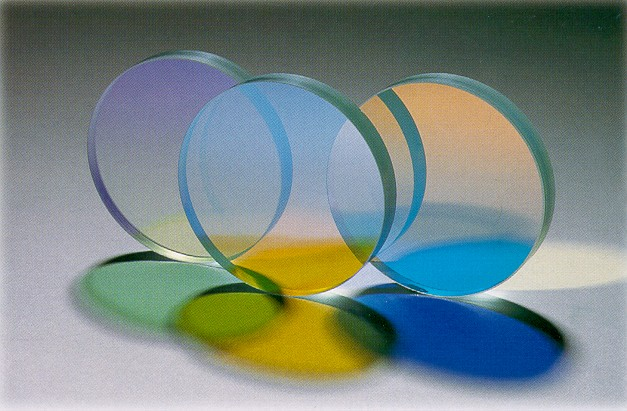
用薄膜光学技術設計的二向色濾光片

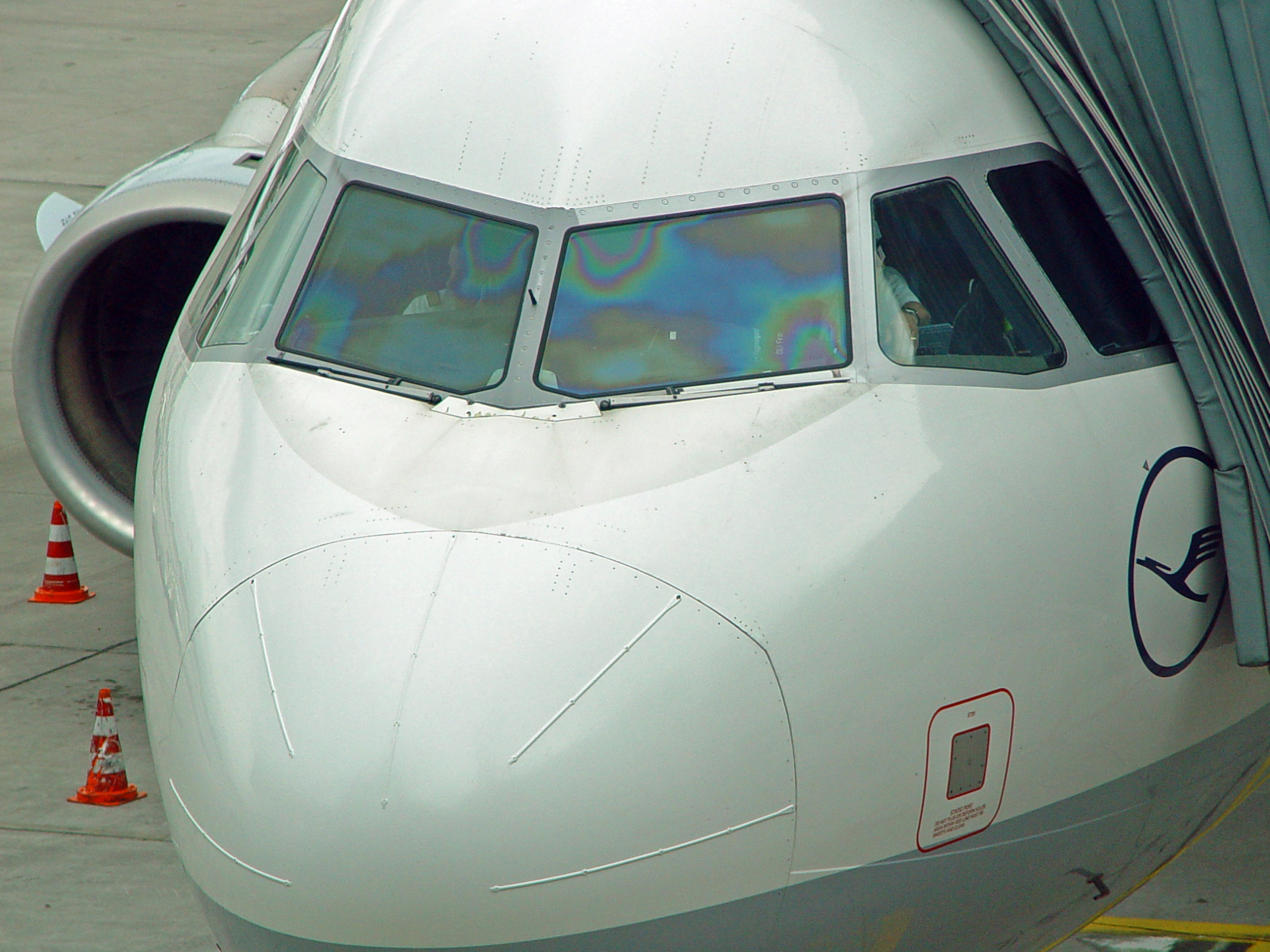
空中巴士駕駛窗上因ITO除霜鍍膜產生的薄膜干涉

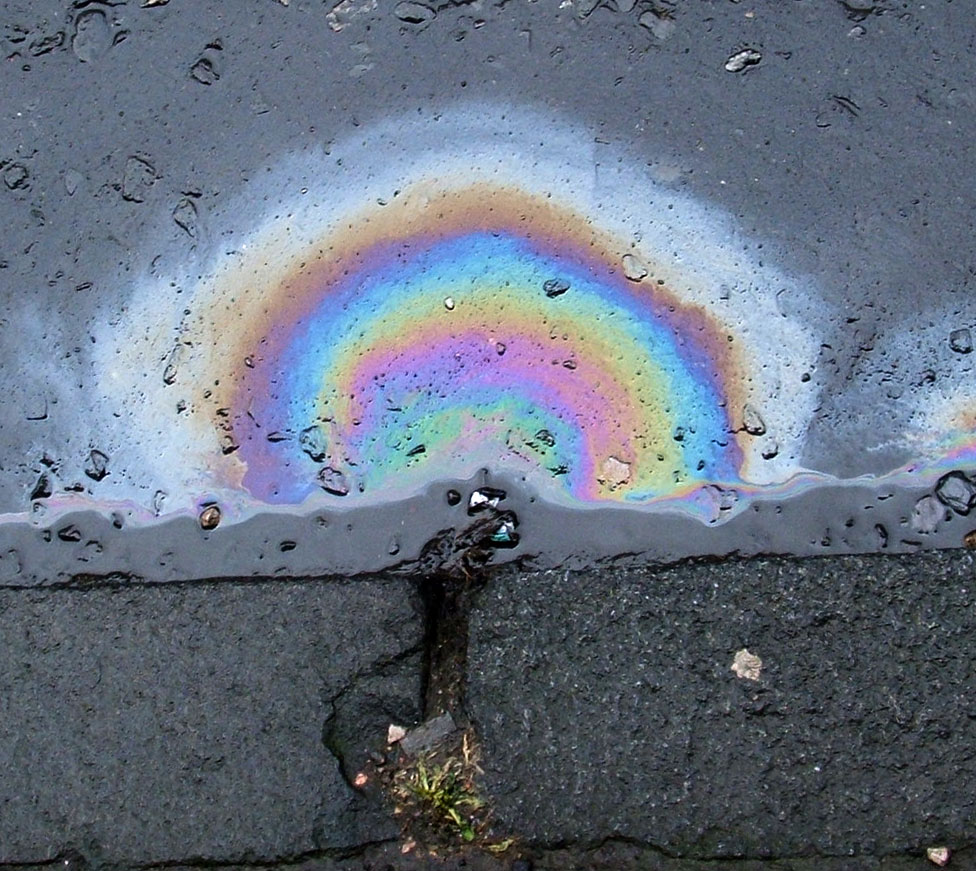
水上面的油污因為白光薄膜干涉產生的彩色條紋

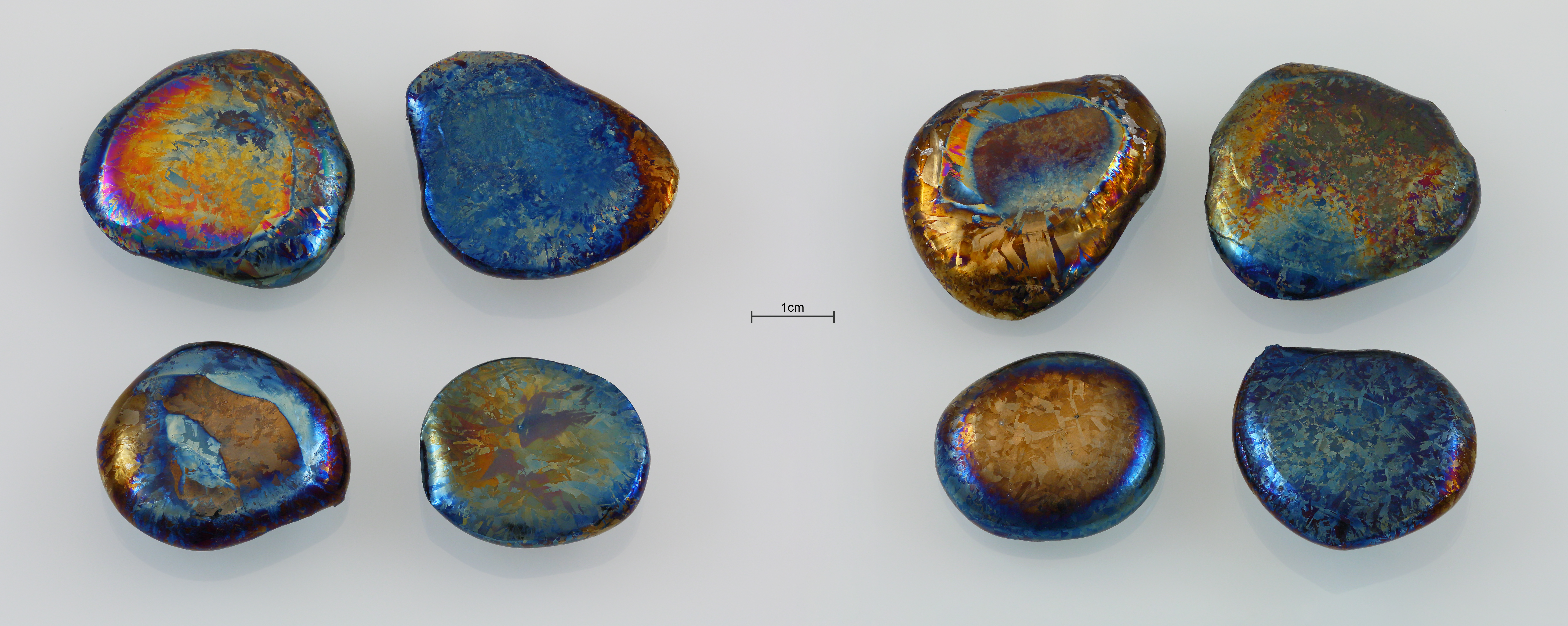
鉿氧化物的礦石也會有薄膜光学效應

薄膜光学是光學的一個分支，處理各種很薄的光學材料（薄膜）。和薄膜光学有關的材料，其厚度需要在可見光波長的等級內（約500 nm）。此厚度範圍的薄膜因為光的干涉，以及薄膜、空間及物質間的折射率差異，可以有顯著的折射特性，這些效應稱為薄膜干涉，會影響光學材料折射及传输光的特性，像在肥皂泡及水上的油漬就會看到這類的情形。
更廣義具有類似光學性質，但不是平面層狀結構的周期性結構稱為光子晶体。
在製造上，薄膜層可以由在基質（一般是玻璃）上沉積一層至多層薄膜而產生，一般會用像蒸發或溅射淀积等物理气相沉积方式，或是化学气相沉积法。
這類的薄膜常用來作光學鍍膜，像是家用或車用的低輻射玻璃、玻璃上的增透膜、汽車車頭燈的反光擋板，以及高精度的滤光器及鏡子。這類鍍膜的另一種應用是空間濾波器。

## 自然界中和薄膜光學有關的例子

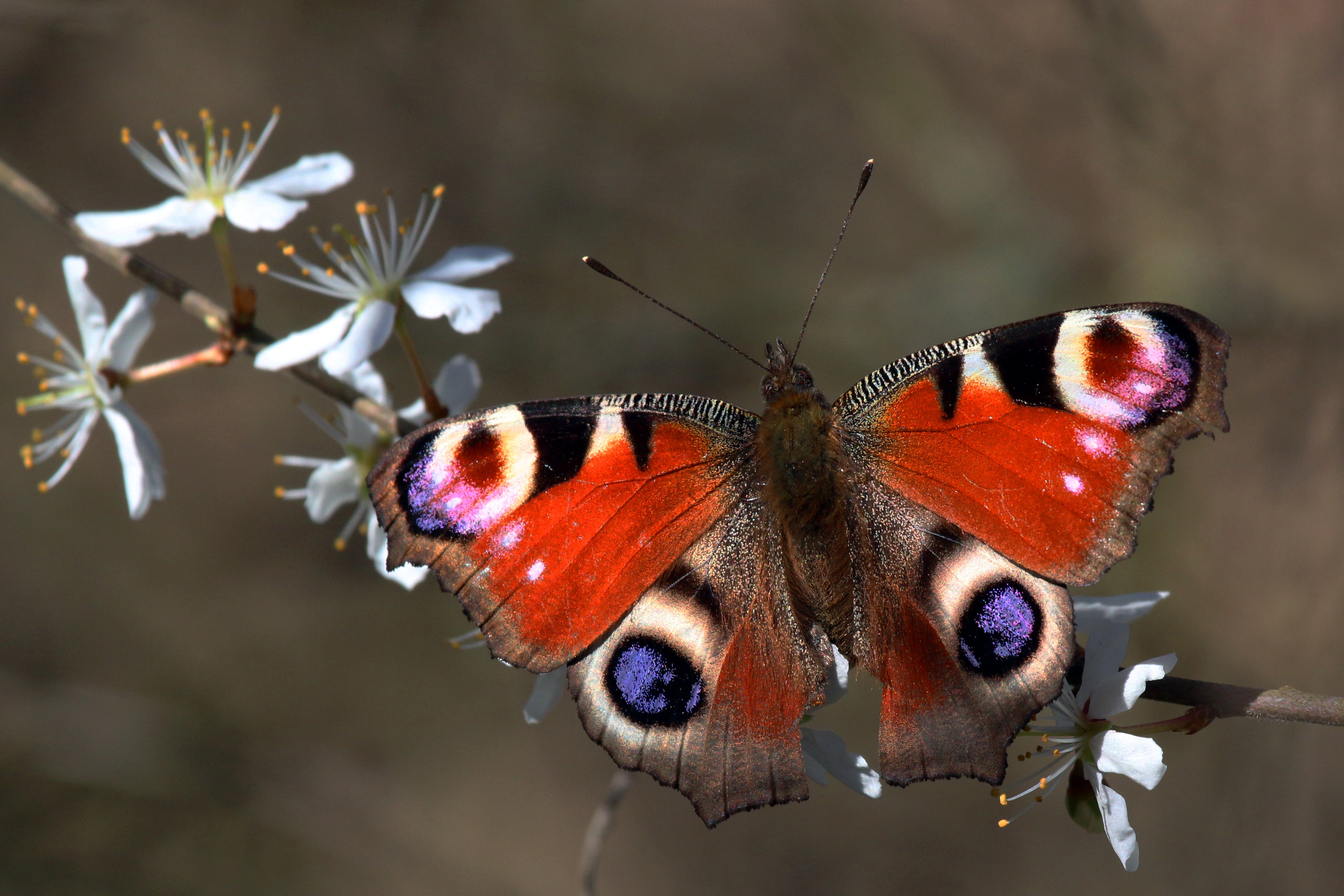
孔雀蛱蝶翅膀上的藍點.
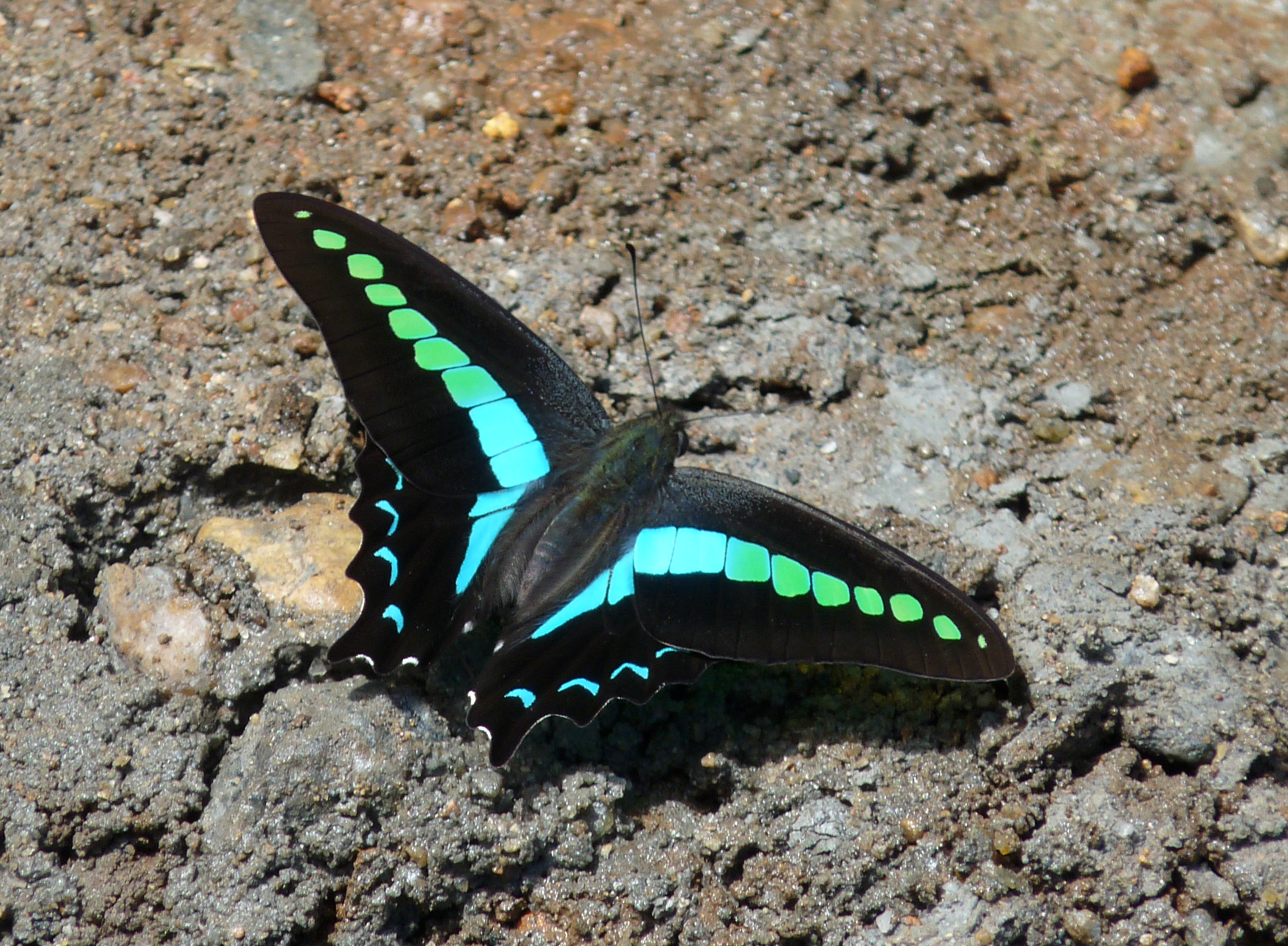
青鳳蝶
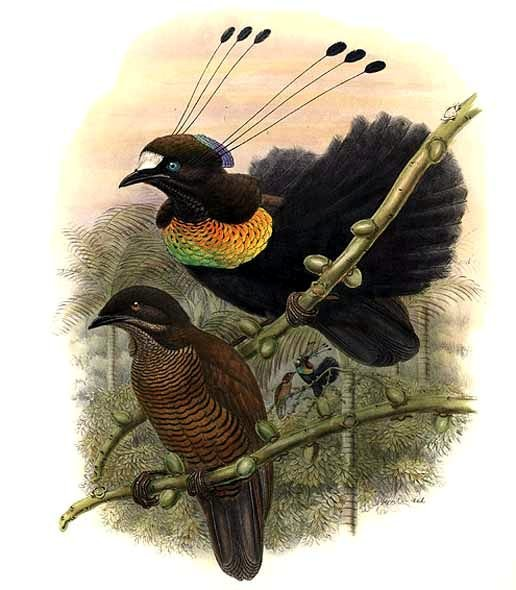
勞氏六線天堂鳥（英语：Lawes's parotia）胸部羽毛的顏色
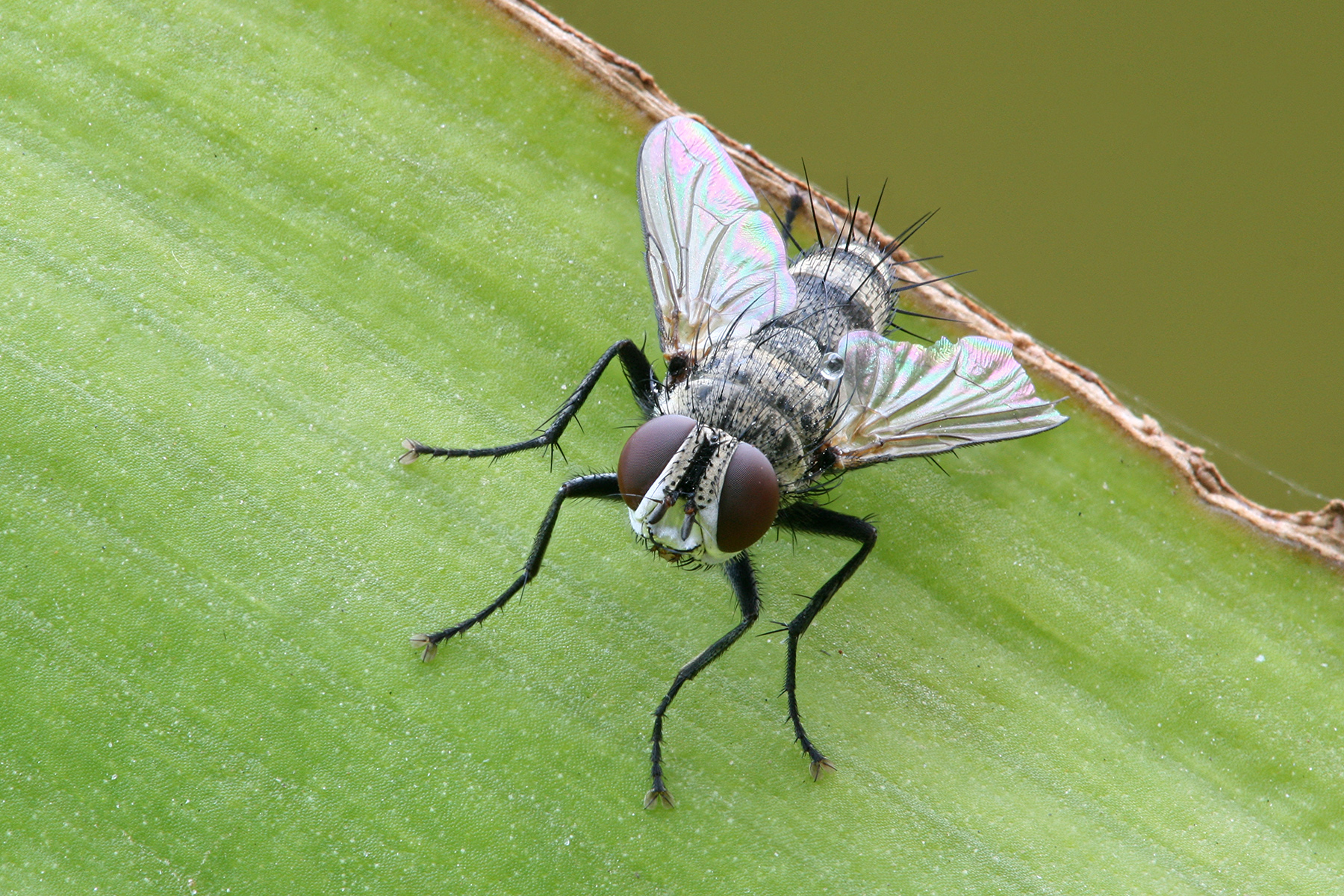
許多昆蟲的翅膀很薄，會看到薄膜干涉

薄膜層是自然界中常見的結構，像肥皂泡及水上油漬的顏色就是薄膜層的效果，像一些動物的结构生色也是類似的情形。許多昆蟲的翅膀很薄，有類似因為薄膜的效果，尤其是在黃蜂或是蒼蠅的翅膀格外明顯。像孔雀蛱蝶翅膀上的藍點以及青鳳蝶的青色斑紋也是薄膜光學的效果。

## 延伸閱讀
- M. F. Land (1972). "The physics and biology of animal reflectors," Progress in Biophysics and Molecular Biology, 24:75–106. doi:10.1016/0079-6107(72)90004-1 .  An excellent introduction to thin-film optics, with a focus on biology.  Cites more rigorous treatments.
- Z. Knittl: Optics of thin films, Wiley, 1981.
- D.G. Stavenga, "Thin film and multilayer optics cause structural colors of many insects and birds" Materials Today: Proceedings 1S, 109 – 121 (2014).
- I. Moreno, et al., "Thin-film spatial filters," Optics Letters 30, 914–916 (2005)
- MacLeod, H. Angus. . Taylor & Francis. 2010. ISBN 978-1-4200-7302-7.